# Funchal Garcia
Manuel Funchal Garcia (Leopoldina, 3 de fevereiro de 1889 - Rio de Janeiro, 1979) foi um pintor e escritor brasileiro.[carece de fontes?]
Filho do casal português Alfredo Garcia Ribeiro e Mariana dos Prazeres Funchal, nasceu em Leopoldina em 3 de fevereiro de 1889. Foi aluno do Liceu de Artes e Ofícios do Rio de Janeiro, onde teve aulas de desenho e pintura com César Formenti. É de sua autoria uma série de pinturas sobre a Guerra de Canudos, exposta na Academia Militar de Agulhas Negras. Apresentou-se no Salão Nacional de Belas Artes, onde recebeu Menção Honrosa em 1930. Em 1965, publicou Do litoral ao sertão. Viagens pelo interior do Brasil, inclusive na região de Canudos. Publicou também uma autobiografia e o manual Desenho em Geral.
Pintor de paisagem e episódios históricos, residia na cidade do Rio de Janeiro, onde faleceu em 1979. É o patrono da cadeira n° 12 da Academia Leopoldinense de Letras e Artes.